# Kasteel Buerstede

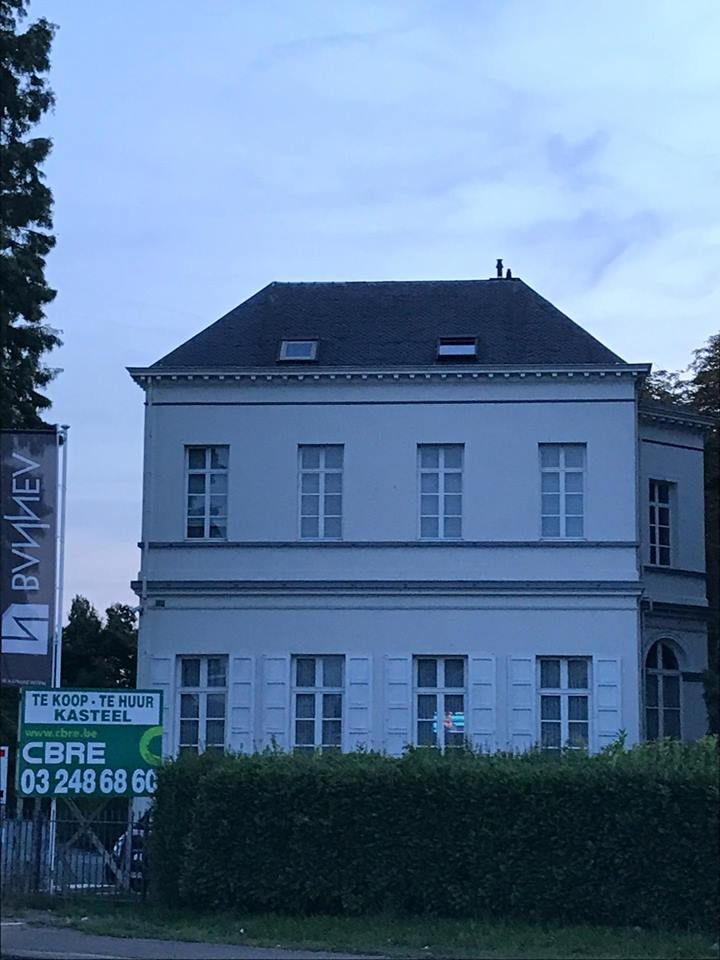
Kasteel Buerstede

Het Kasteel Buerstede is een kasteel in de Antwerpse plaats Aartselaar, gelegen aan Antwerpsesteenweg 19.

## Geschiedenis
Al in de 15e en 16e eeuw was sprake van het Hof Buerstede. Het was een heerlijkheid die tal van eigenaars kende. Het huidige kasteel is van 1842 en werd gebouwd in opdracht van de familie de Crane d'Heysselaer en in de eerste helft van de 20e eeuw werd een derde bouwlaag onder plat dak toegevoegd.
In 1984 werd het kasteel gerestaureerd waarbij de bovenste bouwlaag weer werd afgebroken en de oude situatie met tentdak en zadeldak werd hersteld.

## Gebouw
Het betreft een kasteeltje met neoclassicistische en empire stijlelementen. Aan de westkant van het kasteel bevindt zich een rond duiventorentje. Aan de oostkant is een neogotische poort te vinden.